# Jessica Iskandar
Jessica Iskandar (ur. 29 stycznia 1988 w Dżakarcie) – indonezyjska aktorka, modelka, piosenkarka i prezenterka telewizyjna.

## Programy telewizyjne
- Dahsyat, 2011
- Pesbukers, 2011
- Everybody Superstar
- Pengusaha, 2016

Źródło: .

## Filmografia
- 2005: Dealova
- 2007: Diva
- 2008: Coblos Cinta
- 2009: Nazar
- 2010: Istri Bo’ongan
- 2012: Kung Fu Pocong Perawan

Źródło: .